# Francesco Cameli
Francesco Cameli est un antiquaire et numismate italien actif à Rome dans la seconde moitié du XVIIe siècle.

## Biographie
Chanoine originaire de Vicence, il fut un temps secrétaire du cardinal Francesco Maidalchini puis passa en 1660 au service de la Reine de Christine de Suède comme garde de son cabinet de médailles et d'antiques et de sa bibliothèque. Atteint de cécité à partir de 1683, il fut assisté puis remplacé par Giovanni Pietro Bellori.
Il participa aux premières séances de l'Accademia reale de la reine Christine au Palais du Riario en tant que secrétaire à partir de 1674.
Francesco Cameli était considéré comme un des meilleurs numismates de son temps. Il s’était lié avec le célèbre antiquaire Jean Foy-Vaillant, dans les voyages que celui-ci fit en Italie pour visiter les cabinets de médailles. Francesco Cameli semble avoir possédé un cabinet personnel d'antiquités et de médailles.

## Œuvres
Cameli a publié : Nummi antiqui, aurei, argentei, ærei, primæ, secundæ seu mediæ, minimæ et maximæ formæ, latini, græci, consulum, Augustorum, regum et urbium, in Thesauro Christinæ reginæ Suecorum asservati, a Francisco Camelo, ejusdem majestatis antiquario, per seriem redacti, Rome, 1690, in-4° ; ce catalogue est rare, et c’est tout son mérite, quoique Vaillant appelle l’auteur Princeps rei nummariæ. Les descriptions n’y sont pas exactes, les légendes y sont tronquées, et plusieurs types omis. Cependant, si l’on veut connaître de quoi se composait le cabinet de la reine Christine, Cameli est bon à consulter, parce qu’Havercamp n’a décrit que les médailles de grand et moyen bronze des empereurs romains, et que Cameli indique toutes les médailles de cette collection.